# La Sagra
La Sagra és una comarca de la província de Toledo situada a la zona nord de la demarcació. El cap comarcal és Illescas.

## Municipis
- Illescas
- Seseña
- Bargas
- Yuncos
- Olías del Rey
- Añover de Tajo
- Esquivias
- Mocejón
- Casarrubios del Monte
- Ugena
- Numancia de la Sagra
- Yeles
- Villaluenga de la Sagra
- Pantoja (Toledo)
- Valmojado
- Recas
- Alameda de la Sagra
- Carranque
- Yuncler
- Borox
- El Viso de San Juan
- Magán
- Cedillo del Condado
- Las Ventas de Retamosa
- Cobeja
- Cabañas de la Sagra
- Villaseca de la Sagra
- Lominchar
- Palomeque
- Yunclillos